# Sudslavická jeskyně

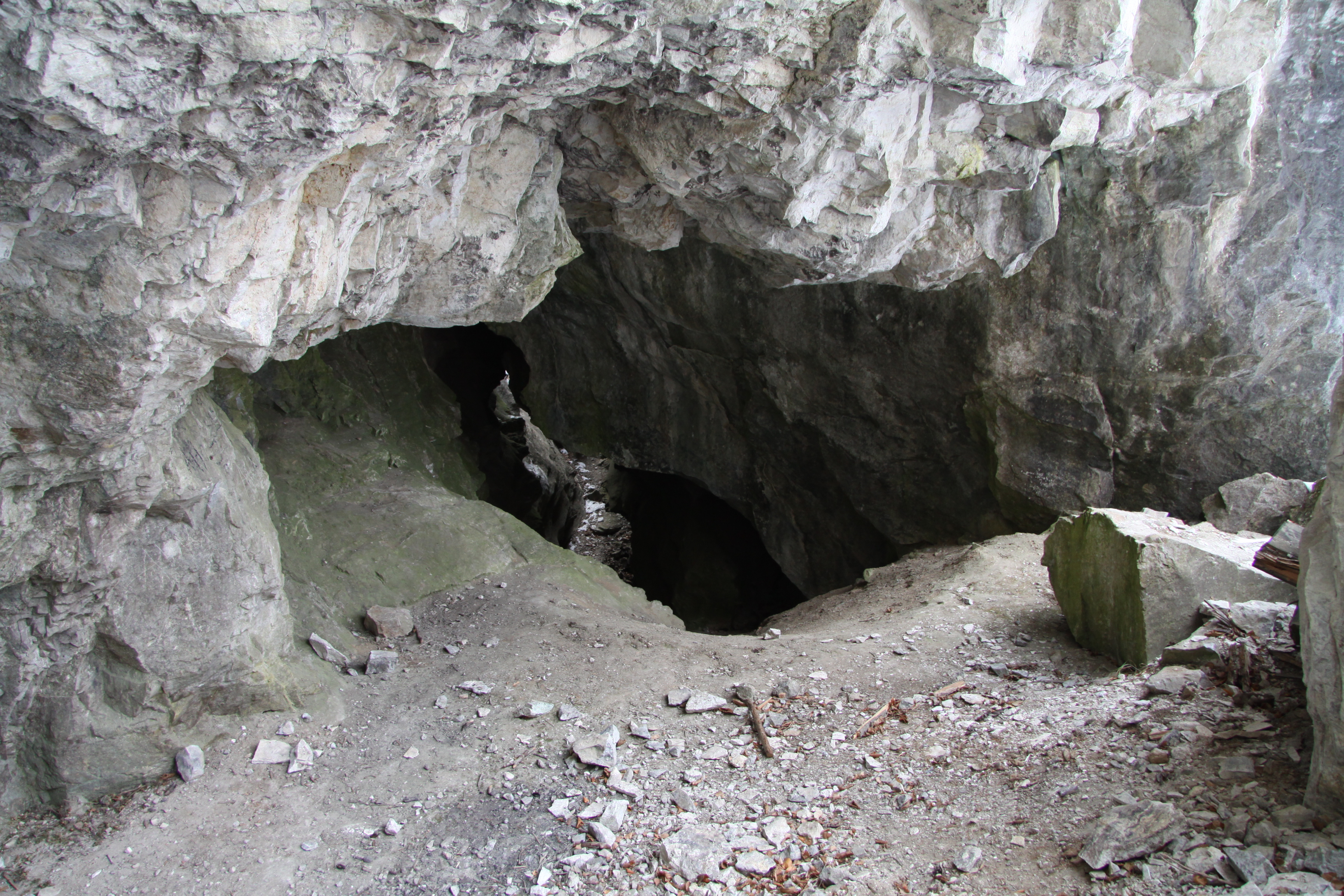
Sudslavická jeskyně

Sudslavická jeskyně je ojedinělý krasový útvar Pošumaví, který je součástí přírodní rezervace Opolenec u vsi Sudslavice na Vimpersku. Na konci 18. století zde bylo objeveno velké množství kosterních pozůstatků pleistocenní fauny. Jeskyně je turisticky přístupná.

## Geologický a paleontologický význam

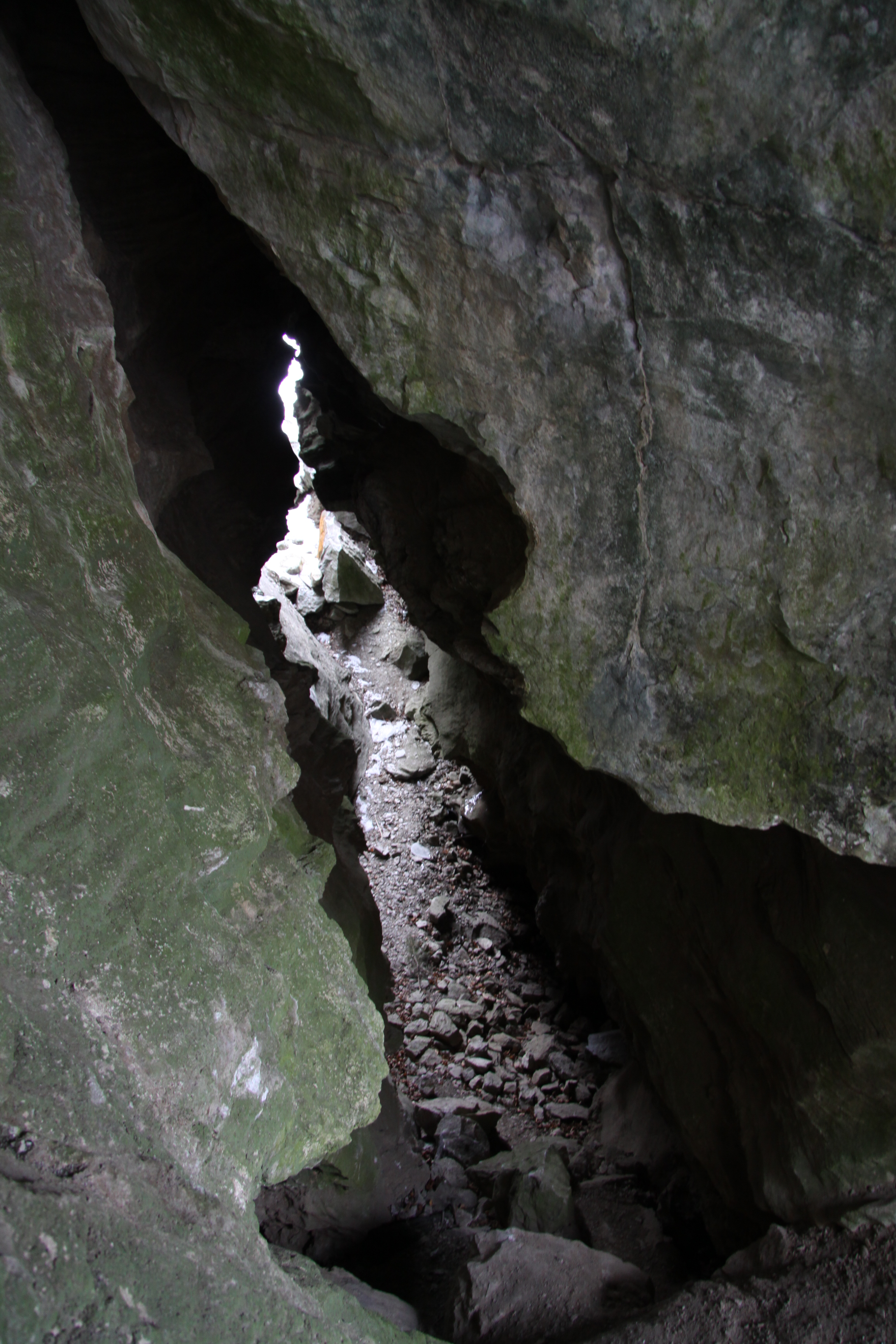
Sudslavická jeskyně – puklina

Jeskyně je jedním z pozůstatků několika krasových jevů kopce Opolenec, které byly z většiny zničeny nebo silně poškozeny těžbou krystalického vápence, který tvoří valnou část vrchu. Vápenec zde byl uložen jako čočka v rule o délce 0,5 km a mocnosti 10–20 metrů. V jižní části lomu byly při těžební činnosti koncem roku 1879 odkryty dvě pukliny vyplněné směsí vápencové suti, porézní hlíny s písčitou příměsí a bohatého paleontologického materiálu. Český paleontolog Jan Nepomuk Woldřich zde v letech 1880–1883 nalezl pozůstatky 70 zvířecích druhů (zhruba 9000 kostí a 13 000 zubů) mladopleistocenní a holocenní fauny.
V současné době z jeskyně zbylo torzo tvořené 15 metrů dlouhou chodbou, která je na obou koncích otevřena do lomu. Šířka se pohybuje mezi 1,5–5 metry, výška 2,5–4 metry. Z hlavní chodby vystupuje 3,5 metru dlouhá chodbička, která je ale jen 60 cm vysoká a zhruba 80 cm široká. Protější strana chodby je rozšířena 4 metry širokým a 70–80 cm hlubokým výklenkem. Dno chodby je pokryté vylámanými vápencovými bloky, původní materiál byl odstraněn během paleontologických prací. Na stěnách a stropě můžeme pozorovat krasové produkty selektivní koroze.

## Přírodní zajímavosti v okolí
- Přírodní rezervace Opolenec (jejíž součástí jeskyně je)
- Turmalínová slunce – na skalním masivu nad jeskynní i na balvanech kolem cesty k jeskyni
- Sudslavická lípa – památný strom s obvodem 12 metrů, druhá největší lípa České republiky
- Naučná stezka Sudslavický okruh (3,2 km, spojuje místní přírodní zajímavosti, začíná a končí u lípy)
- Mrazové sruby (geologické útvary)
- Botanické zajímavosti (orchideje, vápenomilná flóra)
- Místo nalezení tzv. Bohumilického meteoritu (cca 1650 m východně)